# Lygodium
Lygodium är ett släkte av ormbunkar. Lygodium ingår i familjen Lygodiaceae.
Lygodium är enda släktet i familjen Lygodiaceae.

## Bildgalleri

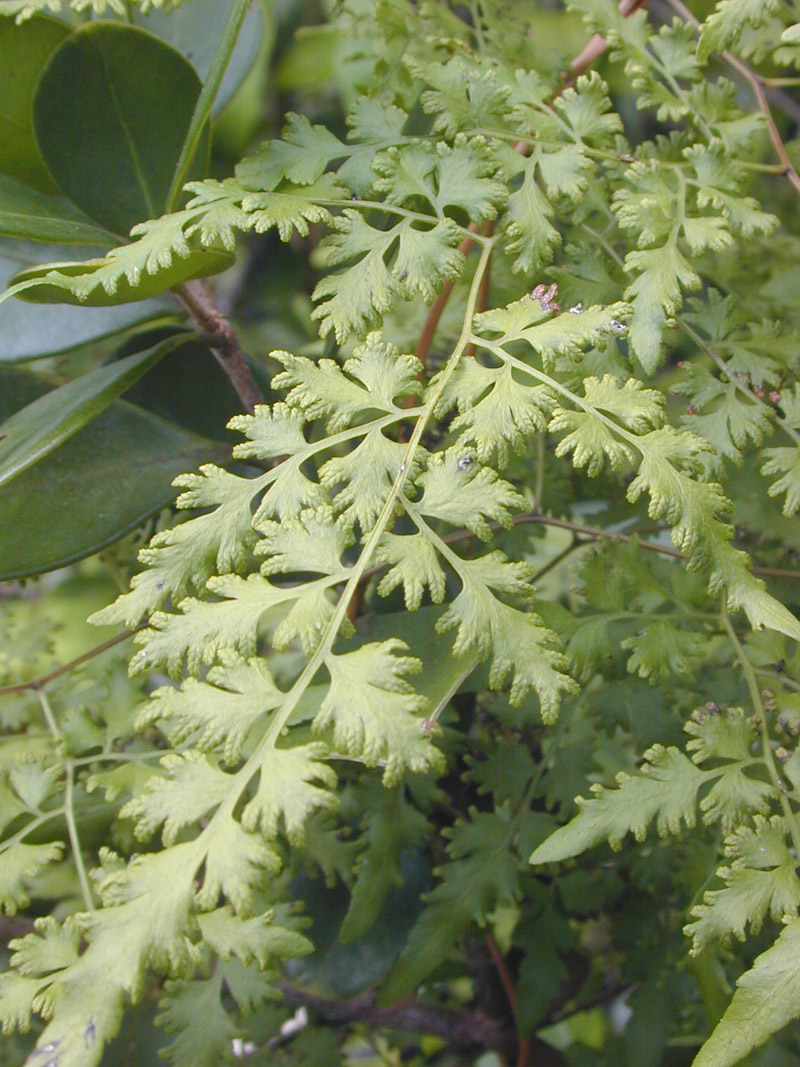
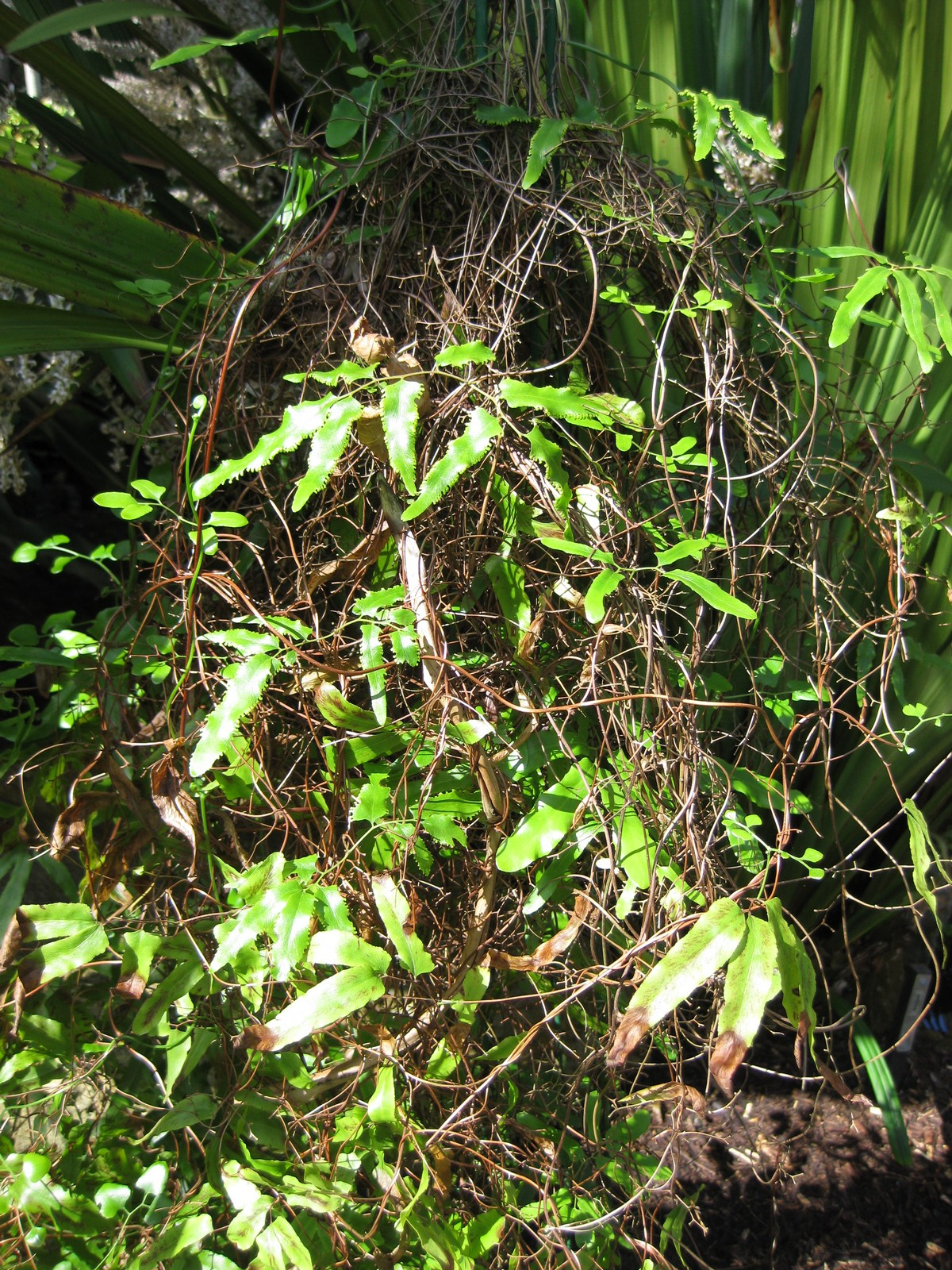
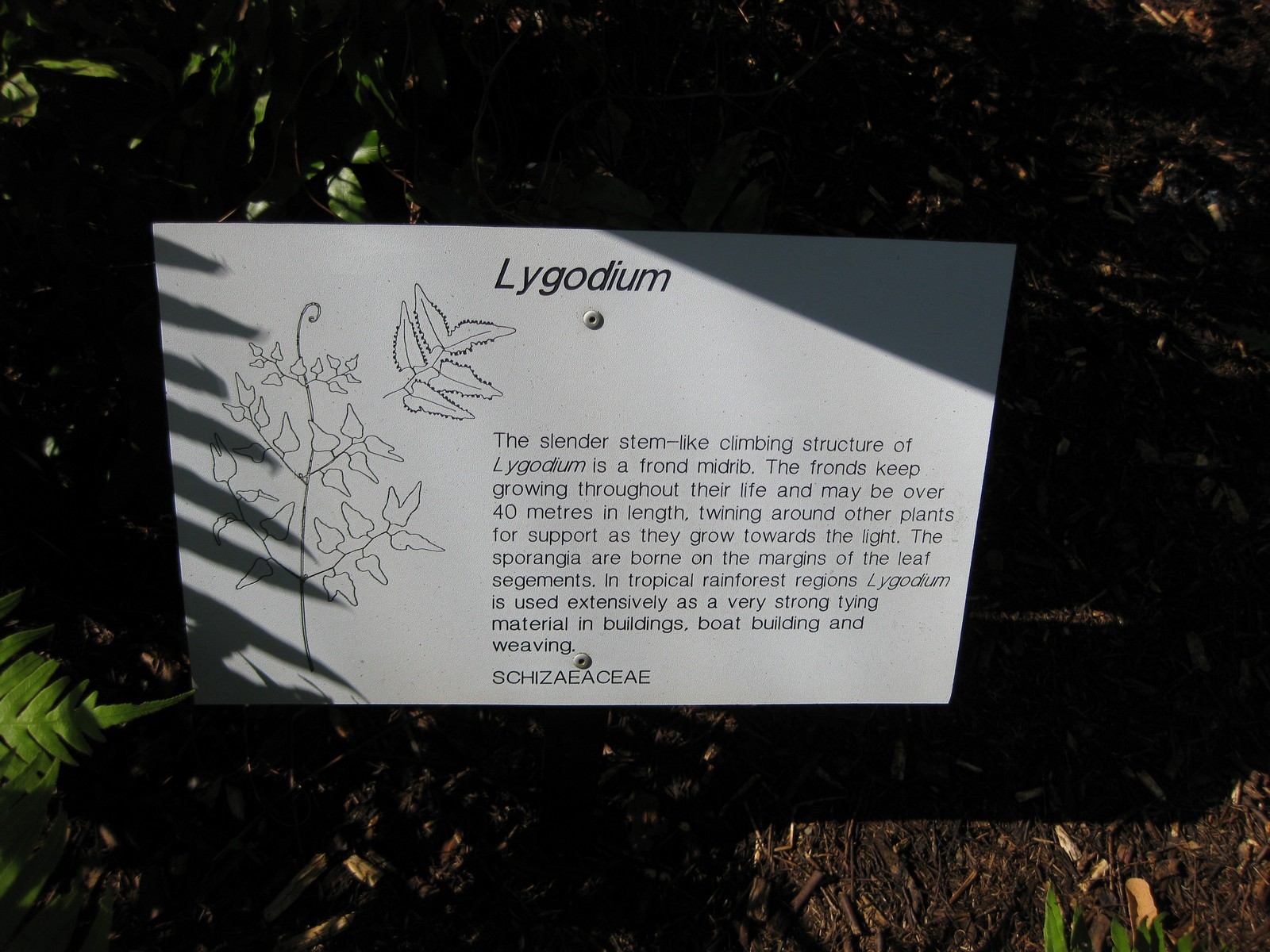
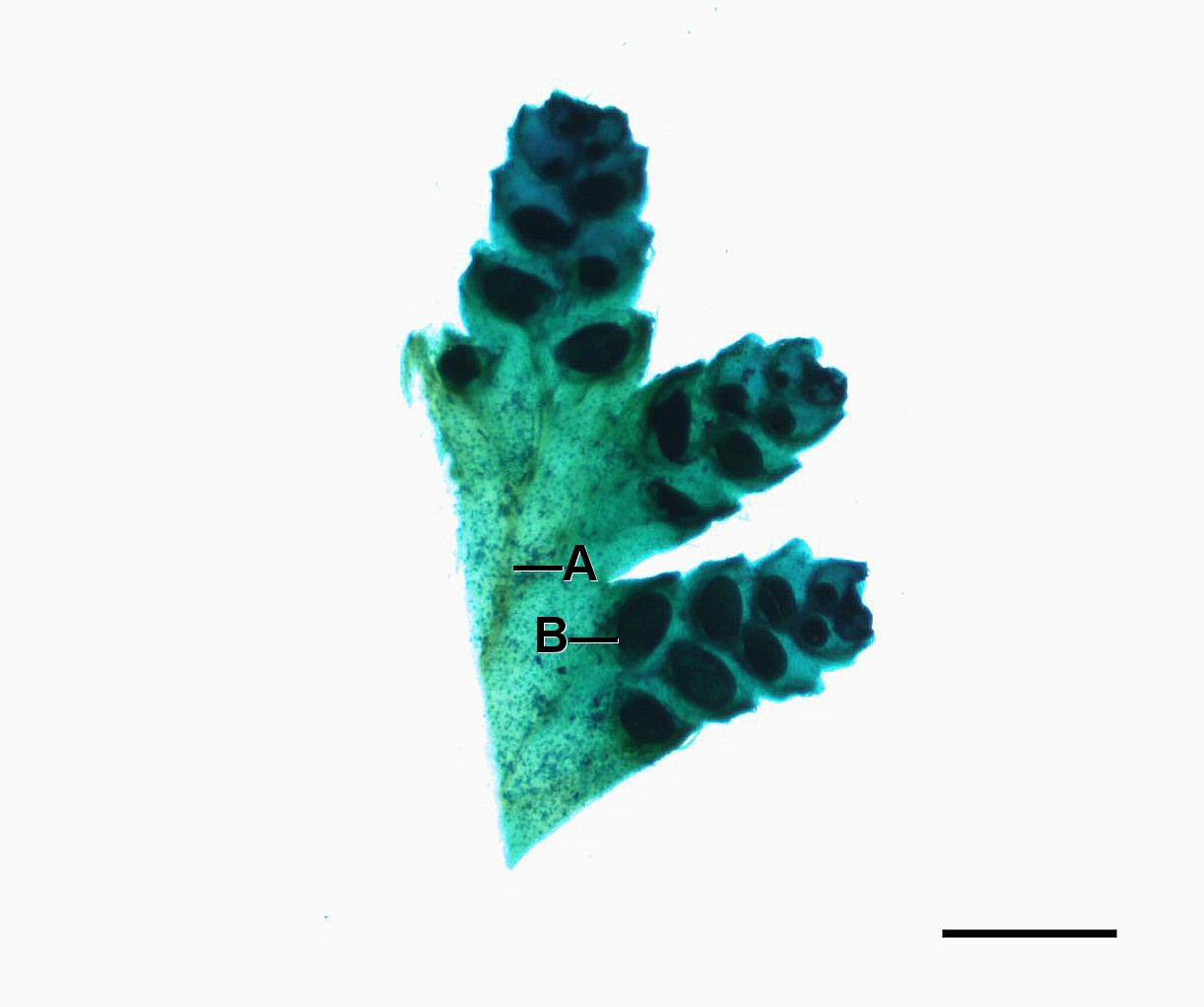
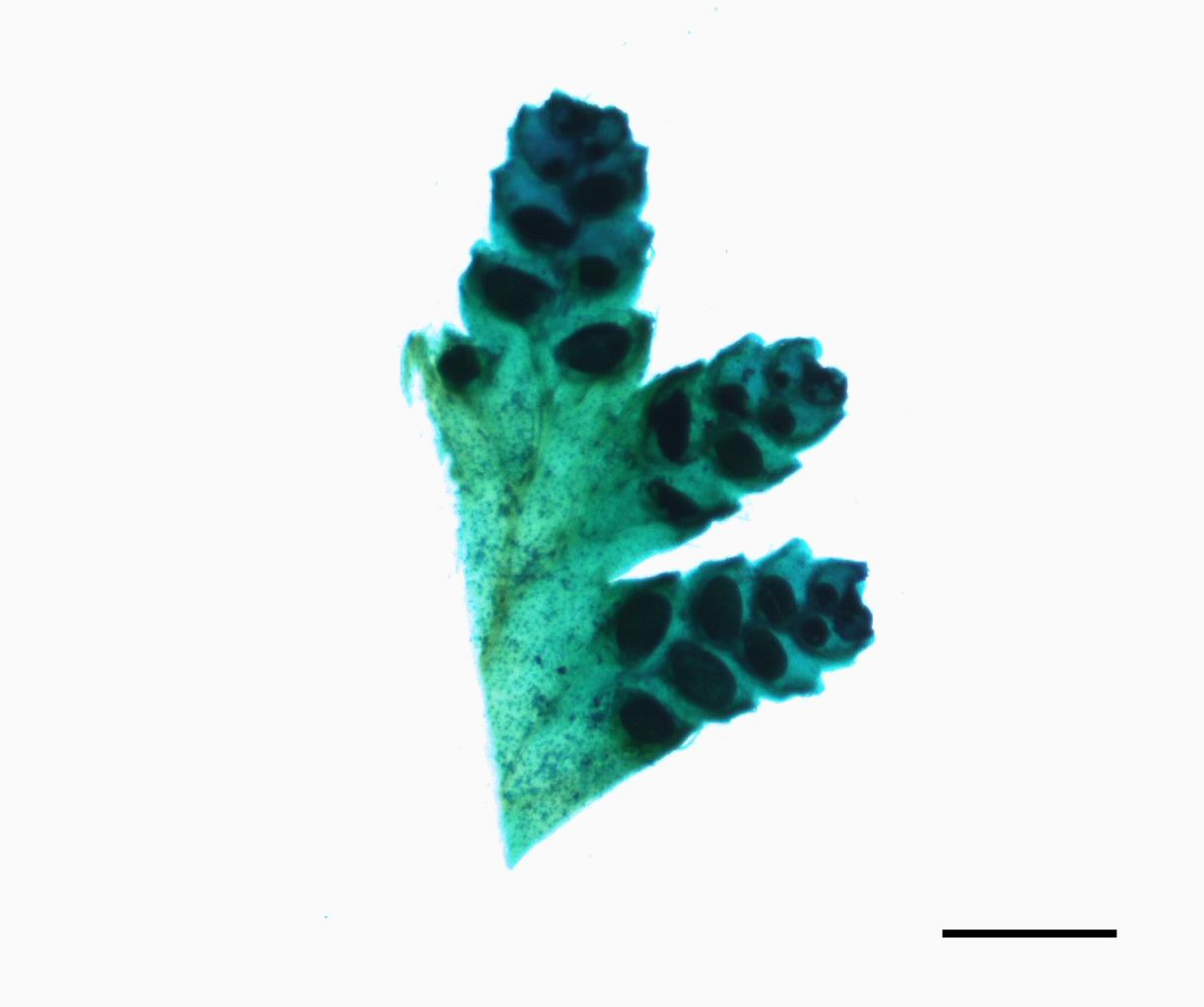
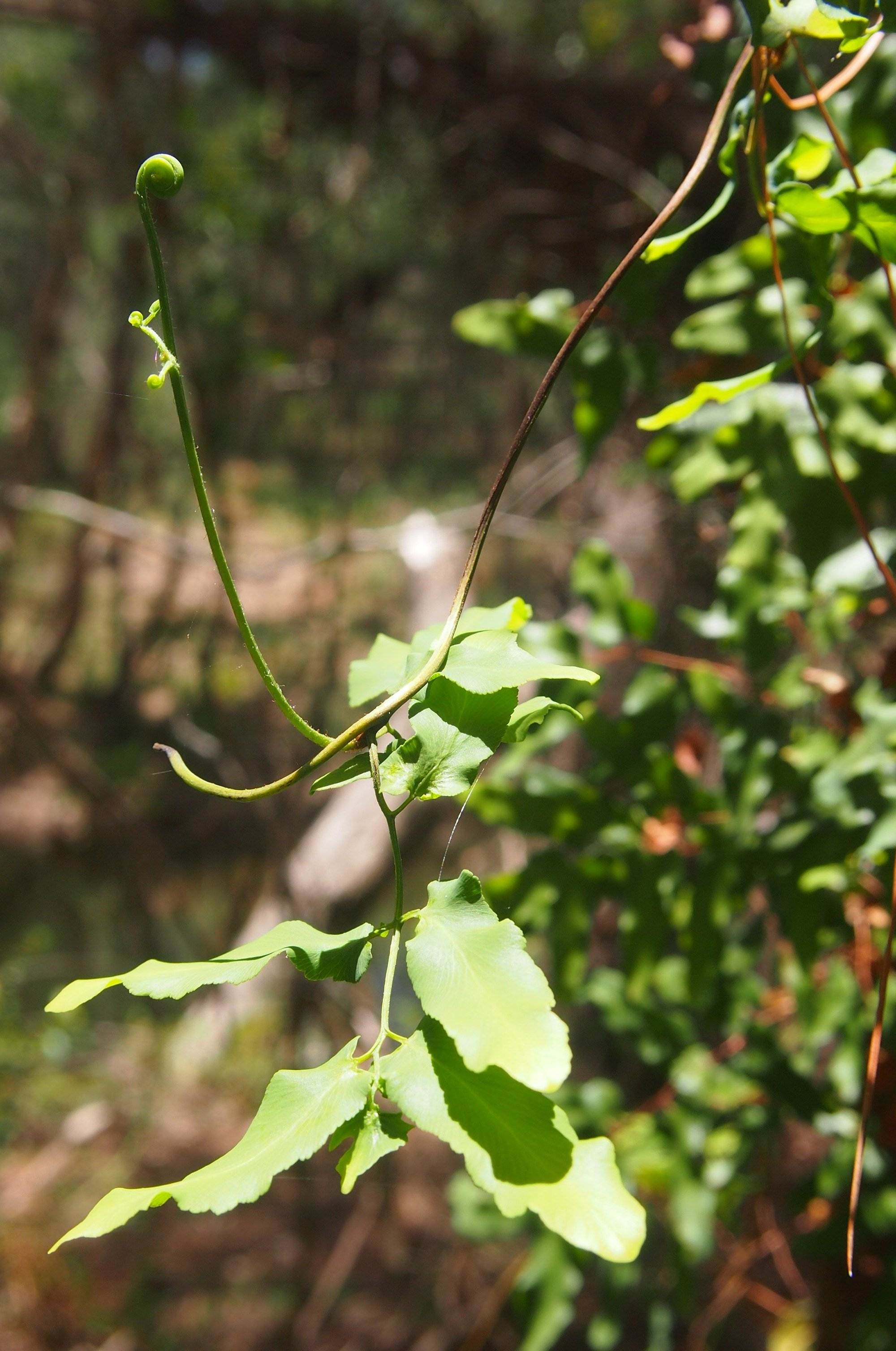

## Dottertaxa tillLygodium, i alfabetisk ordning[1]
- Lygodium andamanicum
- Lygodium articulatum
- Lygodium auriculatum
- Lygodium boivinii
- Lygodium borneense
- Lygodium circinnatum
- Lygodium cubense
- Lygodium dimorphum
- Lygodium fayae
- Lygodium flexuosum
- Lygodium heterodoxum
- Lygodium hians
- Lygodium japonicum
- Lygodium kerstenii
- Lygodium lanceolatum
- Lygodium lancetillanum
- Lygodium longifolium
- Lygodium merrillii
- Lygodium microphyllum
- Lygodium oligostachyum
- Lygodium palmatum
- Lygodium pedicellatum
- Lygodium polystachyum
- Lygodium radiatum
- Lygodium reticulatum
- Lygodium salicifolium
- Lygodium smithianum
- Lygodium trifurcatum
- Lygodium venustum
- Lygodium versteegii
- Lygodium volubile
- Lygodium yunnanense